# Spring (motorfiets)
Spring is Belgisch een historisch merk van motorfietsen.
Ze werden gemaakt door Atéliers Spring, Tilff-Liège van 1910 tot 1940.
Dit merk is vernoemd naar zijn eigen innovatie: in 1910 waren er weliswaar motorfietsen met voorvering, maar achtervering was nog vrijwel niet beschikbaar. De "Spring" (veer) had deze wel: voor en achter vering.
De machines waren duidelijk gemaakt voor de meer welgestelde klanten, gericht op luxe en comfort. Dat blijkt ook uit de gebruikte motoren die in eigen beheer werden geproduceerd: 500-, 750- en 1000cc-, langsgeplaatste V-twins en viercilinderlijnmotoren. Deze viercilinders moeten ontwikkeld zijn door Henri Gonthier (zie: Gonthier). Van 1910 tot 1912 produceerde Spring ook zijspannen.
In 1920 werd de achtervering op een bijzondere manier gewijzigd: er werd een verbinding gemaakt tussen het achterwiel en het zadel: Voor elke millimeter die het achterwiel omhoog of omlaag ging, bewoog het zadel in omgekeerde richting. Op die manier moet dus (theoretisch) het zadel vrijwel stil blijven staan op een hobbelige weg. De toegepaste treeplanken verhoogden het comfort nog eens, maar waren ook zo breed dat de motor niet kon omvallen… Men kon er waarschijnlijk - bij gebrek aan grondspeling - bezwaarlijk een bocht mee maken.
Halverwege de jaren twintig was - voor zijspangebruik - ook een achteruitversnelling leverbaar. Alle frames waren stevig genoeg om er een zijspan aan te monteren. Bovendien waren de wielen onderling uitwisselbaar (ook met het zijspan) en bij demontage van het achterwiel bleef het aandrijftandwiel en het remgedeelte gewoon zitten, iets wat met veel moderne motorfietsen niet mogelijk is.
Wel is het vreemd dat het merk, dat uitsluitend langsgeplaatste motoren toepaste, desondanks kettingaandrijving in plaats van de meer onderhoudsvriendelijke asaandrijving gebruikte. De Spring-motorblokken waren mooi glad afgewerkt. Alle mechanische delen zaten onzichtbaar ingebouwd.
De crisisjaren leverden ook voor Spring problemen op, maar toch wist het merk zich tot het uitbreken van de Tweede Wereldoorlog staande te houden. De fabriek bestond weliswaar in 1951 nog, maar er werden geen motorfietsen meer geproduceerd.